# سيليست في المدينة (فلم 2004)
سيليست في المدينة (بالإنجليزية: Celeste in the City) هو فيلم تلفزيوني من بطولة ماهندرا دلفينو ونيكولاس بريندون وإيثان إمبري. عرض لأول مرة على قناة فري فورم عام 2004.

## روابط خارجية
- مقالات تستعمل روابط فنية بلا صلة مع ويكي بيانات